# Irina Konstantinowna Iwanowa
Irina Konstantinowna Iwanowa (russisch Ирина Константиновна Иванова; * 30. Märzjul. / 12. April 1906greg. in Moskau; † 29. August 1987 ebenda) war eine sowjetische Quartärforscherin und Paläontologin.

## Leben
Iwanowa, Tochter eines Beamten, besuchte die Mittelschule (Abschluss 1923) und begann dann ein Studium an der Theaterschule des Bolschoi-Theaters. Sie studierte Deutsch, Englisch, Französisch und später Ukrainisch und Polnisch.
1932 begann Iwanowa im Institut für lokale Baumaterialien des Volkskommissariats für Schwerindustrie der UdSSR zu arbeiten. Als Arbeitsleiterin, Geologie-Technikerin und Referentin war sie im Bereich der Geologie tätig. 1935–1938 studierte sie als Externe am Moskauer Institut für geologische Prospektion (MGRI). Sie heiratete 1937 den Geologen Michail Wladimirowitsch Muratow (1908–1982), der im MGRI lehrte.
1939 wechselte Iwanowa in das Moskauer Institut der Geologischen Wissenschaften (GIN) der Akademie der Wissenschaften der UdSSR (AN-SSSR) und arbeitete in der Abteilung für Quartärforschung unter der Leitung Georgi Fjodorowitsch Mirtschinks. Während des Deutsch-Sowjetischen Kriegs ging Iwanowa mit ihrer Familie nach Semipalatinsk, wohin das MGRI evakuiert worden war.
1945 wurde Iwanowa wissenschaftliche Sekretärin der Kommission für Quartärforschung der AN-SSSR. Sie war Redakteurin des Bulletins der Kommission für Quartärforschung. Ihre Forschungsschwerpunkte waren die Stratigraphie, Geomorphologie und Geologie der steinzeitlichen Fundstätten in der Dnister-Region und die Stratigraphie der Sedimente des oberen Pleistozäns des europäischen Teils der UdSSR in Korrelation mit den Sedimenten Westeuropas. Sie erstellte eine detaillierte stratigraphische Zeitskala der Entwicklung der altsteinzeitlichen Kulturen vom Moustérien bis zur Jungsteinzeit. 1963 bestand sie im GIN mit Auszeichnung die Kandidat-Prüfungen auf Englisch  in Quartärgeologie und Geomorphologie. Im November 1966 verteidigte sie im GIN mit Erfolg ihre Dissertation über das geologische Alter des fossilen Menschen für die Promotion zur Kandidatin der geologisch-mineralogischen Wissenschaften.
Iwanowa organisierte die allrussischen Quartärgeologie-Konferenzen. Sie war Mitglied der International Union for Quaternary Research (INQUA) und nahm an deren Kongressen teil: Warschau 1961, Boulder (Colorado) 1965, Paris 1969 und Moskau 1982. Sie arbeitete in der INQUA in der ständigen Kommission für Löss-Stratigraphie mit und war Vizevorsitzende der Kommission für Paläoökologie des fossilen Menschen.
Im Mai 1987 ging Iwanowa in Pension. Sie starb nach schwerer Krankheit und wurde auf dem Nowodewitschi-Friedhof begraben.
Iwanowas Tochter Xenija Michailowna Muratowa (1940–2019) wurde Kunsthistorikerin und heiratete 1970 den italienischen Maler Franco Miele (1924–1983) in Rom.

## Ehrungen, Preise
- Medaille „Für heldenmütige Arbeit im Großen Vaterländischen Krieg 1941–1945“ (1946)
- Albrecht-Penck-Medaille (1978)
- Medaille „Veteran der Arbeit“ (1984)
- Medaille „40. Jahrestag des Sieges im Großen Vaterländischen Krieg 1941–1945“ (1985)